# Gertraud Stadler
Gertraud „Turu“ Stadler (* 1974) ist eine deutsche Psychologin, welche schwerpunktmäßig zu geschlechtersensitiver Medizin forscht.

## Werdegang
Nach ihrem Abitur 1994 am Kurfürst-Maximilian-Gymnasium in Burghausen studierte Stadler an der Katholischen Universität Eichstätt Psychologie. Danach war sie zwei Jahre als Wissenschaftliche Hilfskraft am Max-Planck-Institut für Bildungsforschung in der Forschungsgruppe Erziehungswissenschaften in Berlin tätig. 2006 promovierte Stadler an der Universität Hamburg zum Thema Selbstregulation des Gesundheitsverhaltens. 2006 bis 2011 war sie als Postdoktorandin, danach als Associate Research Scientist an der Columbia University in New York tätig. 2015 war sie Senior Lecturer in Gesundheitspsychologie im Institute of Applied Health Sciences der School of Medicine an der Universität von Aberdeen in Schottland. Seit 2015 ist Stadler Adjunct Associate Research Scientist im Fachbereich Psychologie an der  Columbia University in New York und seit 2019 Honorary Senior Lecturer in Gesundheitspsychologie im Institute of Applied Health Sciences der School of Medicine an der Universität von Aberdeen. Am 1. Oktober 2019 übernahm sie die Professur für geschlechtersensible Präventionsforschung und die Leitung der Abteilung Gender in Medicine an der Charité in Berlin.

## Auszeichnungen und Stipendien
- 2002–2005 Stipendium für Graduiertenstudien, Deutsche Forschungsgemeinschaft
- 2003–2004 Auslandsstipendium, Deutscher Akademischer Austauschdienst
- 2014 Early Career Award, Fachbereich Gesundheitspsychologie, Internationale Vereinigung für angewandte Psychologie

## Publikationen (Auswahl)
- Gertraud Stadler, Gabriele Oettingen, Peter M Gollwitzer: Physical activity in women: Effects of a self-regulation intervention In: American journal of preventive medicine 36, Nr. 1, 2009 DOI:10.1016/j.amepre.2008.09.021
- Gertraud Stadler, Gabriele Oettingen, Peter M Gollwitzer: Intervention effects of information and self-regulation on eating fruits and vegetables over two years In: Health Psychology 29, Nr. 3, 2010 ().
- Niall Bolger, Gertraud Stadler, Jean-Philippe Laurenceau: Power analysis for intensive longitudinal studies In: Handbook of research methods for studying daily life  The Guilford Press 2012 S. 285–301.
- Martin S Hagger, Aleksandra Luszczynska, John De Wit, Yael Benyamini, Silke Burkert, Pier-Eric Chamberland, Angel Chater, Stephan U Dombrowski, Anne van Dongen, David P French, Aurelie Gauchet, Nelli Hankonen, Maria Karekla, Anita Y Kinney, Dominika Kwasnicka, Siu Hing Lo, Sofía López-Roig, Carine Meslot, Marta Moreira Marques, Efrat Neter, Anne Marie Plass, Sebastian Potthoff, Laura Rennie, Urte Scholz, Gertraud Stadler, Elske Stolte, Gill Ten Hoor, Aukje Verhoeven, Monika Wagner, Gabriele Oettingen, Paschal Sheeran, Peter M Gollwitzer: Implementation intention and planning interventions in Health Psychology: Recommendations from the Synergy Expert Group for research and practice In: Psychology & health 31, Nr. 7, 2016 ().
- Patrick E Shrout, Gertraud Stadler, Sean P Lane, M Joy McClure, Grace L Jackson, Frederick D Clavél, Masumi Iida, Marci EJ Gleason, Joy H Xu, Niall Bolger: Initial elevation bias in subjective reports In: Proceedings of the National Academy of Sciences 115, Nr. 1, 2018.